# Triphora gemmata
Triphora gemmata is een slakkensoort uit de familie van de Triphoridae. De wetenschappelijke naam van de soort is voor het eerst geldig gepubliceerd in 1828 door Blainville.